# Jorge Luis Ulibarri
Jorge Luis Ulibarri Martínez (Madrid, España, 8 de octubre de 1975) es un nadador retirado especializado en pruebas de estilo mariposa. Fue medalla de bronce en 50 metros mariposa durante el Campeonato Europeo de Natación en Piscina Corta de 2000.

## Palmarés internacional
| Campeonato Europeo de Natación en Piscina Corta | Campeonato Europeo de Natación en Piscina Corta | Campeonato Europeo de Natación en Piscina Corta | Campeonato Europeo de Natación en Piscina Corta |
| Año                                             | Lugar                                           | Medalla                                         | Prueba                                          |
| ----------------------------------------------- | ----------------------------------------------- | ----------------------------------------------- | ----------------------------------------------- |
| 2000                                            | Valencia (España)                               | Medalla de bronce                               | 50 m mariposa                                   |